# Penitenciarul Vaslui
Penitenciarul Vaslui este o unitate de detenție cu regim deschis și semideschis din municipiul Vaslui, România. Directorul actual al unității este comisarul șef de poliție penitenciara Vasile Doroftei. În august  2019 se aflau încarcerați în această unitate aproximativ 660 de deținuți.

## Scurt istoric
Penitenciarul este menționat pentru prima dată în Legea închisorilor nr. 0102 din 1874, completată prin Regulamentul din 14 mai 1874. Aceasta preciza că la Vaslui exista o închisoare de corecție. Această unitatea a fost desființată ulterior, în anul 1901, pentru a fi reînființată în 1905 funcționând ca secție de reeducare a minorilor. La data de 1 decembrie 1970, Penitenciarul Vaslui a fost reînființat, având sediul în partea de sud a orașului. Concomitent a început construirea penitenciarului pe locul său actual, lucrările fiind terminate în 1972. La 1 iulie 1977 a fost desființat din nou, reluându-și activitatea abia la 1 iunie 1983.

## Legături externe
- Penitenciarul Vaslui